# Eduard Kuschée

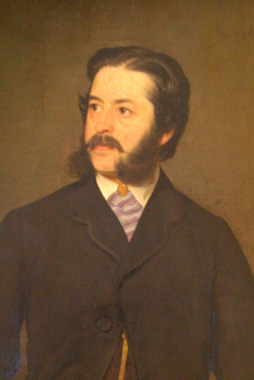
Eduard Kuschee, Gemälde von Carl Wurzinger (1861)

Eduard Kuschée (* 2. März 1811 in Troppau, Österreichisch-Schlesien; † 12. Jänner 1890 in Alt-Erbersdorf) war ein österreichischer Architekt.

## Leben
Eduard Kuschée war das dritte von zehn Kindern des Hufschmieds Florian Kuschée und dessen Gattin Katharina Pospischil. 1819 bis 1826 besuchte er die Kreishauptschule in Troppau. Anschließend machte er eine Maurerlehre und legte 1829 die Gesellenprüfung ab. Nun zog er nach Wien, wo er zunächst zwei Jahre als Geselle beim Baumeister Ignaz Ram arbeitete. Von 1830 bis 1836 studierte er an der Akademie der bildenden Künste Wien bei Peter von Nobile, wo er im Fach Architektur einige Preise gewinnen konnte. Nach dem Studium übte er die Bauleitung bei verschiedenen Projekten aus und zeichnete Baupläne. Er erwarb sich dabei einen sehr guten Ruf und war wegen seiner Sachkenntnis bei den Bauleuten beliebt. Etwa ab 1842 war Kuschée selbst als Baumeister tätig und wurde 1846 Stadtbaumeister. 1855 heiratete er Karoline Schwarz, mit der er vier Kinder hatte. Zusammen mit seiner Frau bereiste er weite Teile Europas, während sich seine Schwester Rosa um Haushalt und Kinder in Wien kümmerte. Sie betreute auch Kuschées außerehelichen Sohn Heinrich Winkler, der später ebenfalls Stadtbaumeister wurde. 1860 gründete Kuschée eine eigene Firma. Ab 1869 war er Mitglied der Gesellschaft der bildenden Künstler Wiens. Bald verschlechterte sich jedoch sein Augenlicht, so dass er 1874 aus der Künstlervereinigung wieder austrat. Als er ganz erblindete, legte er sein Baumeistergewerbe zurück und zog zurück nach Schlesien, wo er bei einer seiner Töchter lebte. Nach seinem Tod wurde er mit allen Ehren in Troppau begraben.

## Werk
Neben der schon erwähnten Tätigkeit als Bauleiter und Planzeichner für andere Architekten war Kuschée etwa vierzig Jahre lang als planender Architekt in Wien tätig. Das Schwergewicht seines Wirkens liegt in der Zeit des Frühhistorismus, dessen Entwicklung vom Übergang des Spätklassizismus bis zum Höhepunkt des Historismus er mitmachte. Bezeichnend für seine Bauten ist die proportionierte sehr klare Gliederung. Er errichtete zahlreiche drei- bis vierstöckige Miethäuser, aber auch Industriebauten und Spitäler. Ein früher Bau Kuschées war das Elternhaus von Otto Wagner, das nach Aussage von Adolf Loos, für diesen prägend wurde.

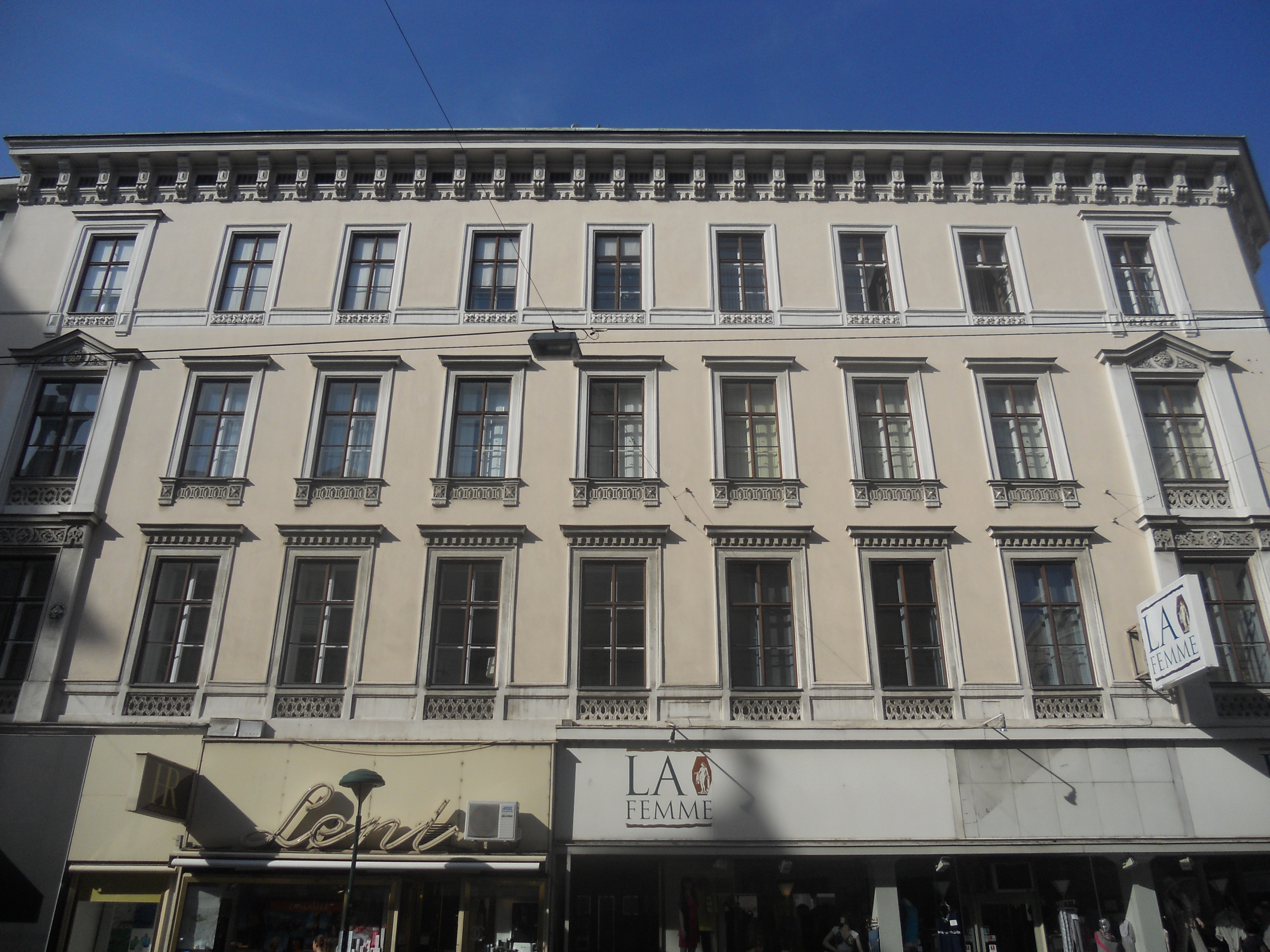
Landstraßer Hauptstraße 13 (1853)

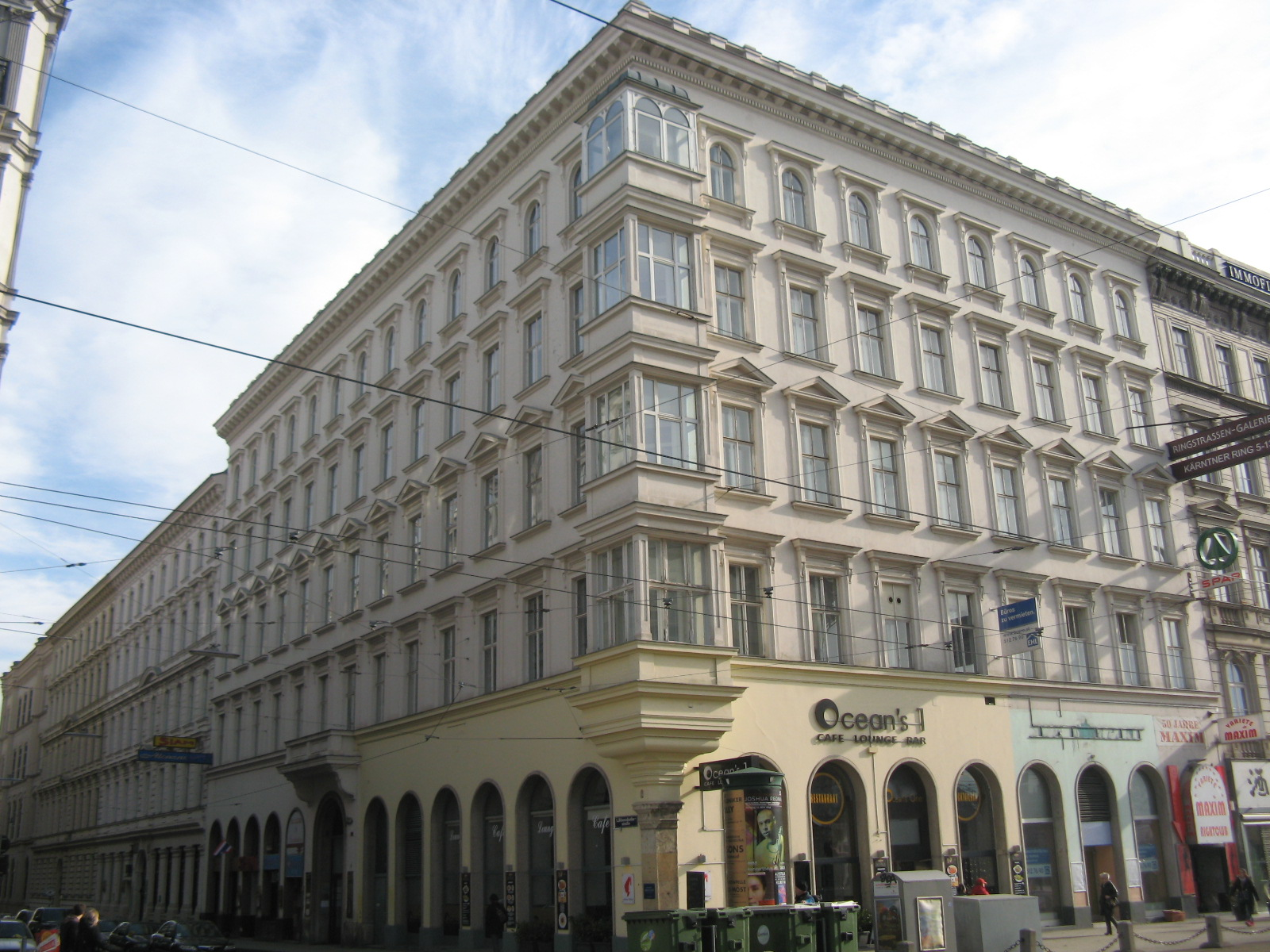
Bösendorferstraße 2 (1861); hier befand sich Kuschées Büro

- Miethaus, Laimgrubengasse 29 / Fillgradergasse 7 / Bienengasse 8, Wien 6 (1842)
- Textildruckfabrik A E Granichstätten, Pillergasse, Wien 15 (1842), wurde 1848 durch revoltierende Arbeiter demoliert
- Umbau des Schlosses Novy Svietlov (bei Troppau) für Gräfin Larisch (1845)
- Miethaus, Göttweigergasse 1, Wien 1 (1846–1847), Elternhaus von Otto Wagner, Ausführung Johann Strahberger
- Arsenal, Arsenalstraße / Ghegastraße / Lilienthalgasse, Wien 3 (1849–1855), Bauausführung, mit Steinmetzmeister und Baumeister Leopold Mayr
- Hotel Wandl, Petersplatz 9, Wien 1 (1851), Umbau eines 1843 errichteten Hauses zum Hotel
- Miethaus, Schönbrunner Straße 108, Wien 5 (1851)
- Magazin für die Donau-Dampfschifffahrtsgesellschaft in Pissek, Mähren (1851)
- Wohnhaus, Wallnerstraße 11 / Strauchgasse 1, Wien 1 (1852)
- Miethaus, Franzensgasse 7–9 / Schönbrunner Straße 17–19, Wien 5 (1852), Umbau und neue Fassadengestaltung
- Miethaus, Landstraßer Hauptstraße 13, Wien 3 (1853)
- Umbau des Schlosses der gräflichen Familie Traun, Bisamberg (1853)
- Donau-Dampfschifffahrtsgesellschaft (Bürohaus), Hintere Zollamtsstraße 1, Wien 3 (1853–1855)
- Miethaus, Josefstädter Straße 44, Wien 8 (1854–1855)
- Gasbeleuchtungsanstalt, Gaudenzdorf (1855)
- Fabrik in Floridsdorf (1855)
- Fünfkirchner Eisenbahn bis Mohács (1855–1859)
- Warenhalle für die Staatseisenbahn, Leopoldstadt (1857)
- Haus Bösendorfer, Türkenstraße 9, Wien 9 (1857–1858), heute Kommunalkredit Austria AG
- Dumba-Hof, Löwengasse 2b / Obere Weißgerberstraße 14, Wien 3 (1859–1860), mit Anton Baumgarten
- Miethaus, Radetzkystraße 8, Wien 3 (1860)
- Miethaus, Bösendorferstraße 2, Wien 1 (1861)
- Miethaus, Franz-Josefs-Kai 45, Wien 1 (1861), Geburtshaus von Martin Buber
- Miethaus, Radetzkystraße 7, Wien 3 (1861)
- Miethaus, Karlsplatz 1, Wien 1 (1862)
- Miethaus, Graben 30, Wien 1 (1866), 1945 weitgehend zerstört, wiederhergestellt
- Ausstellungspavillon der Firma Mautner Markhof für die Wiener Weltausstellung 1873
- Mautner Markhof’sches Kinderspital, Schlachthausgasse 30, Wien 3 (1874–1875)